# Rochester (Texas)
Pour les articles homonymes, voir Rochester.
Rochester est une ville située au nord du comté de Haskell  au Texas, aux États-Unis,.

## Démographie
Lors du recensement de 2010, la ville comptait une population de 324 habitants. Elle est estimée, en 2016, à 312 habitants.

### Source de la traduction
- (en) Cet article est partiellement ou en totalité issu de l’article de Wikipédia en anglais intitulé « Rochester, Texas » (voir la liste des auteurs).